# Aufstand in der Krivošije (1869)

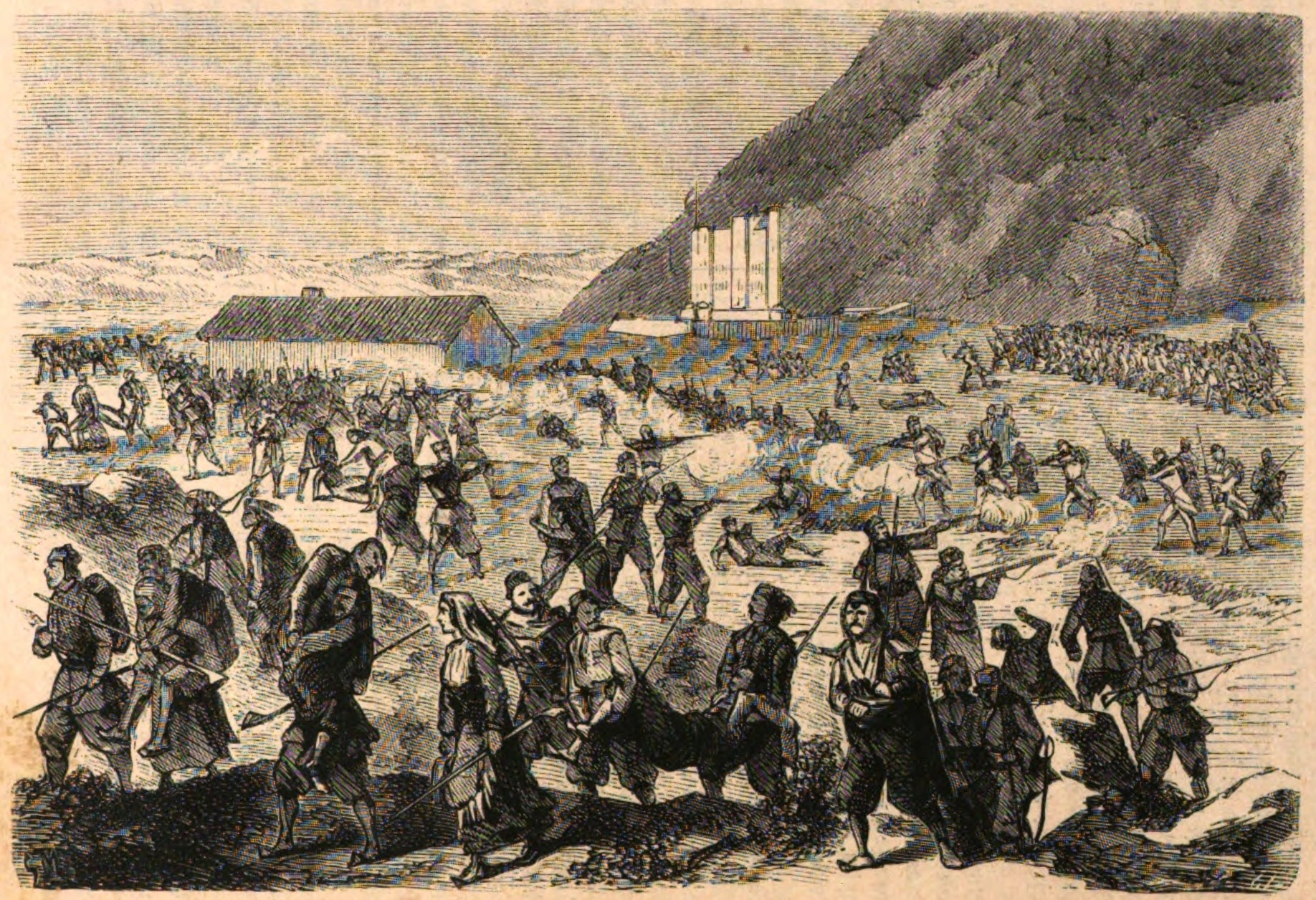
Illustration der Kämpfe zwischen den Truppen der k.k. Monarchie und Rebellen der La Ilustración Española y Americana (25. Dezember 1869)

Der Aufstand in der Krivošije (kroatisch Bokeljski ustanak 1869., serbisch Бокељски устанак Krivošijski ustanak) von 1869 war eine erfolgreiche montenegrinische Rebellion gegen das Landwehrgesetz der k.k. Regierung von 1868 das die alten Rechte und Privilegien der Bevölkerung der Bucht von Kotor einschränkte. An dem Aufstand beteiligten sich insbesondere die Bewohner im Hochland der Krivošije, der westlichen stark verkarsteten Partie im Orjen-Gebirge. Rückhalt bekamen die Aufständischen durch die Bocchesen, die Einwohner in der Bucht von Kotor. Der Aufstand wurde durch den Friedensvertrag von Knežlaz am 11. Januar 1870 beendet, ohne dass es durch die im Verlauf der Auseinandersetzung weiter verstärkten militärischen Operationen der k.k. Monarchie gelang, den Aufstand militärisch zu lösen. Als hinderlich erwiesen sich die Zähigkeit der Montenegriner, die Unwägbarkeit des Karst-Geländes sowie der einbrechende Winter, der trotz der unter großen Mühen gelungenen Vordringens der Hauptstreitmacht unter Graf Karl von Auersperg bis zum Fort Dragalj am 20. November eine sofortige Räumung des besetzten Gebietes und der Überlassung an die Krivošijer Aufständischen ein militärischer Misserfolg blieb, der die Regierung zu einer baldigen Beendigung des Feldzuges zwang. An dem Aufstand waren zwischen 1500 und 2000 Bocchesen und Krivošijer beteiligt, der Zentrum Risan und die nördlich davon liegenden Hochländer im Orjen waren.

## Kampfgebiet

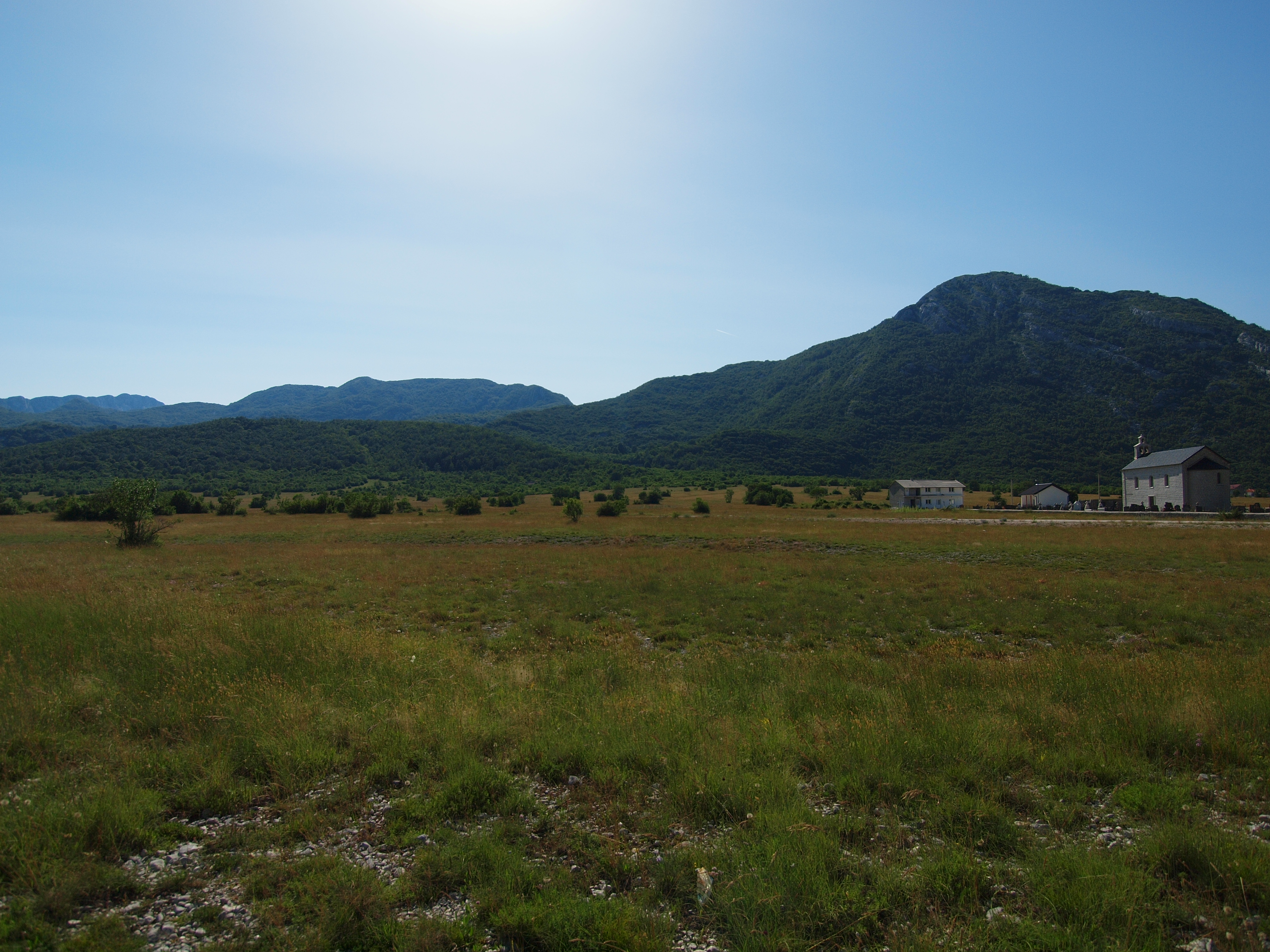
Das Fort von Dragalj stand einstamlas an Stelle der Kirche. Im Hintergrund Jankov vrh und Krivošijska bajgorovica. Die bewaldete Moräne am Ausgang des Hochlandes entstammt der Maximalvereisung im Orjen im Mittleren Pleistozän.

Der Hauptteil der Gefechte erfolgte auf den stark verkarsteten Plateau oberhalb Risan bis zum Dragalj polje. Letzteres bildet eine 9 km² messende von steilen Bergen umrahmte abflusslose Ebene. Zwischen dem dort befindlichen Fort Dragalj sowie den dorthin führenden Saumpfaden Richtung Risan entflammten die Kämpfe. Die Aufständischen nutzten dabei die natürliche Topographie der Krivošije. Zwischen den einzelnen zu versorgenden Forts erstreckten sich weite Strecken in übersichtlichen Gelände, wo die k.k. Truppen aufgelauert wurden. Die Aufständischen selbst konnten in den verbuschten Kalkfelsen von den in Kolonnen marschierenden Truppen nicht gestellt werden.

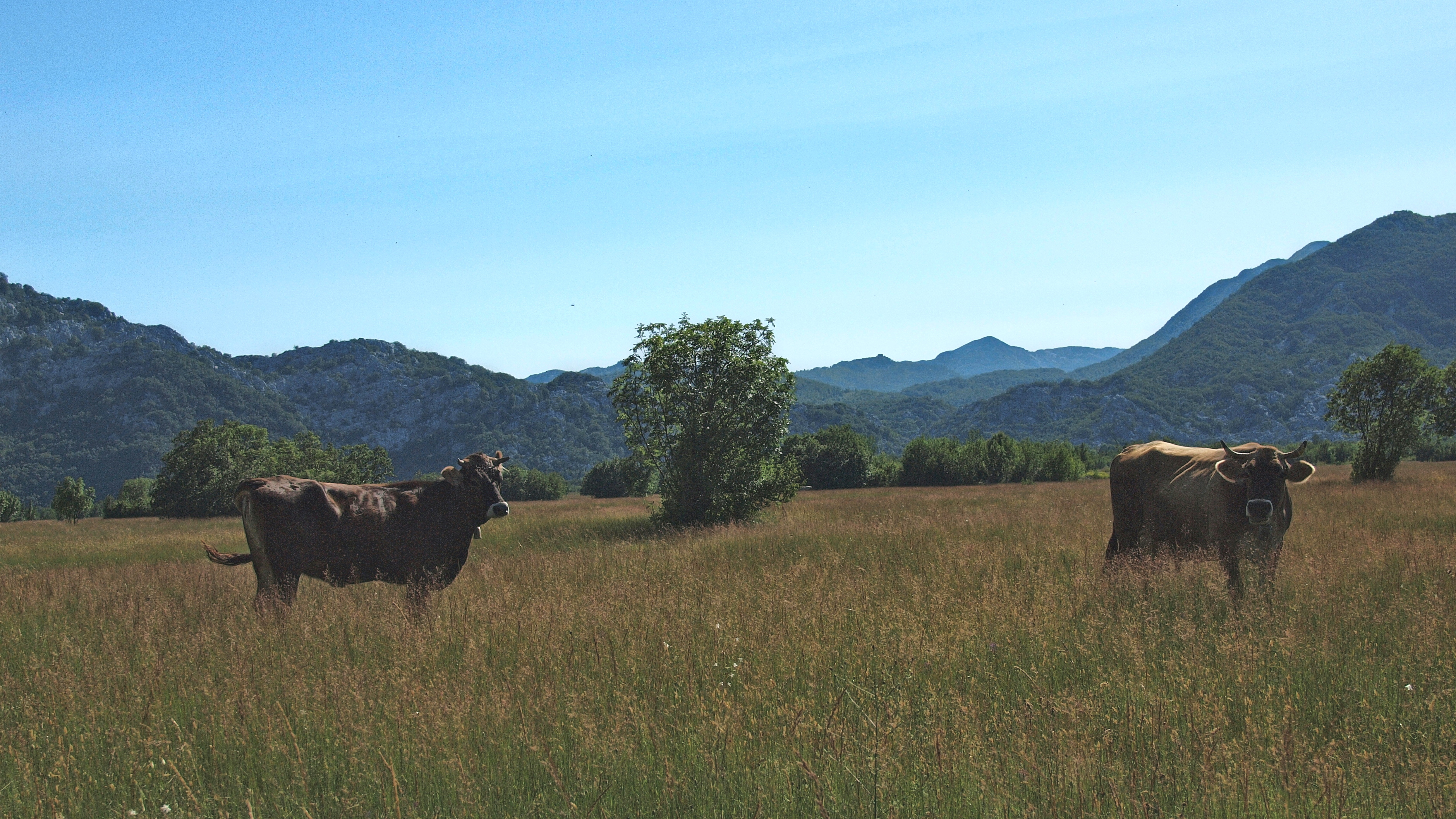
Dragalj polje und der Karst im Kameno more ist Herdenzuchtgebiet. Im Bild Buša Rinder auf der Weide im Dragalj polje

## Vorgeschichte und Verlauf

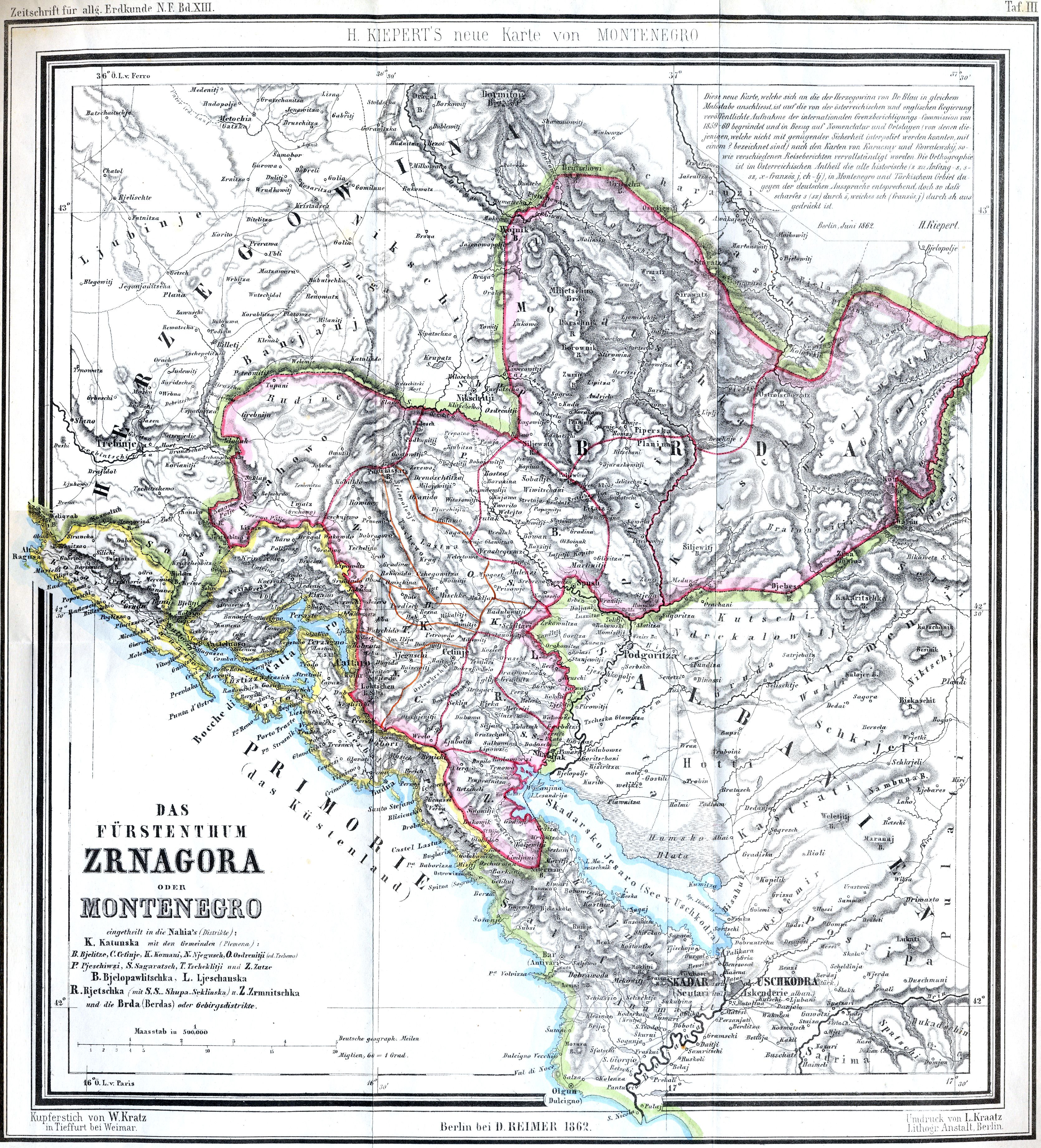
Karte der Region, 1862

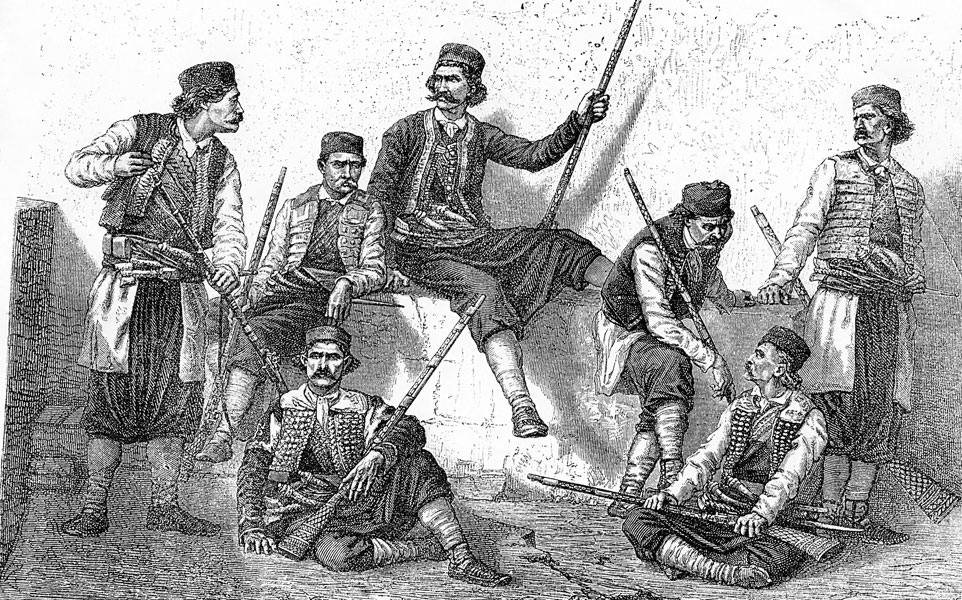
Bewaffnete Krivošijer, Illustration von 1878

### Anlass
Der Aufstand entfachte sich im südöstlichen Zipfel der k.k. Monarchie im Königreich Dalmatien in der Bucht von Kotor. Hier begünstigte die nur schmale Landpartie, die die Umgebung der Bucht von Kotor bildete, während Hinterland im Bestand des Osmanischen Reichs oder Fürstentum Montenegro waren, dass die Bewohner aufgrund der regionalen Abgeschiedenheit nur eine geringe Zugehörigkeit zur Monarchie empfanden. So sorgte die Einführung des 1868 verabschiedeten Landwehrgesetz in Dalmatien von den Bocchesen (serbo-kroat. Bokelji), deren männliche Einwohner jetzt zum Landwehrdienst eingezogen werden konnten, zu großer Empörung. Das Landwehrgesetz sollte im Oktober 1869 in ganz Dalmatien eingeführt werden. Es war unmittelbaren Anlass eines bewaffneten Aufstandes der Krivošijer, einem montenegrinischen Clan der verstreut zwischen Bijela gora und Risan im Osten des Orjen siedelte und von Herdentierzucht siedelte.
Der Artikel III des neuen Wehrgesetzes hatte zwar die ehemaligen Kreise Ragusa (Dubrovnik) und Cattaro (Kotor) begünstigt: „Die früher vom Militärdienst gänzlich befreit gebliebenen Wehrpflichtigen des ehemaligen Kreises Cattaro und des Festlandes des ehemaligen Kreises Ragusa im Königreich Dalmatien haben der Wehrpflicht nur in der Landwehr zu genügen“, sie hatten damit keinen Heeresdiensts abzuleisten, jedoch hatte die Veröffentlichung des Gesetzes aus verschieden starken Gründen den Unwillen der Bewohner in Kotor herbeigerufen. Insbesondere wurde die Absicht, dass Ragusaner und Bocchesen einen gemeinsames Landwehr-Bataillon bilden sollten, für Bocchesen eine unzumutbare Note. Die Partikularität zwischen Ragusa und Cattaro hatte sich in Jahrhunderten in einen starken Gegensatz der beiden Seerepubliken ausgedrückt. Und schließlich sollten die Bocchesen selbst ihre Waffen abgeben, was ihrer Tradition zuwiderlief, da diese selbst gegenüber dem Osmanischen Reich ihre Selbständigkeit behauptet hatten. Das Osmanische Reich konnte selbst in seinem Zenit nur die Küstenstädte Castelnuovo (Herceg Novi) und Risano (Risan) halten, zog sich jedoch nach 1654 mit Ausnahme eines unbesiedelten Landstreifens bei Sutorina territorial zurück.
Kristallisationspunkt des Aufstandes bildete das schwache k.k. Fort in Dragalj an der Grenze zu Montenegro. Das Fort im Polje von Dragalj (Dvrsno) stand östlich der Krivošije dem Herd der Aufständischen. Es wurde durch eine Straße von Risan über Knezlaz-Crkvic-Han versorgt. Darüber führte die Straße ins montenegrinische Grahovo.
Das Gesetz wurde am 22 September veröffentlicht und sollte zum 6. Oktober wirksam werden. Die Gemeinden Dobrota, Perast und Prčanj erklärten als erstes, dass sie die jungen Männer nicht in die Listen der Landwehr eintragen würden. Die Festungskommandantur von Cattaro drohte daraufhin Standrecht einzuführen, darauf folgten alle anderen Gemeinden dem Beispiel der drei genannten Gemeinden. Die Bewegung wurde überwiegend von den serbisch-orthodoxen Bewohnern unterstützt und fand in den Priestern und Gemeinde-Vorstehern Unterstützung, die Taufregister und andere Register verbrannten und Mitglieder der Kommissionen zur Durchführung der Bestimmungen tätlich angriffen oder vertrieben. Zugleich flüchteten die Stellungspflichtigen jungen Männer in die Berge oder ins nahe Montenegro. Mit der Bildung von Četen von je 60 Mann wurden die strategisch wichtigen Positionen besetzt.

### Beginn des Aufstandes
Um die gefährdetste Position im Fort Dragalj mit einer Besatzung von 32 Mann, hatte der Festungskommandant in Cattaro Verpflegung und Verstärkung beordert. Aus dem Stationskommando Risan sollten 2 Offiziere und 42 Soldaten des Infanterie-Regiments 44. am 7. Oktober in Richtung Dragalj abkommandiert werden. Über den kürzeren Weg Knežlaz, Ledenica sollten sie das Polje von Dragalj (Dvrsno) erreichten, mussten auf dem Weg jedoch durch die verkarsteten Partien im Kameno more (dt. Steinerne Meer) marschieren.
In Ledenice wurde die Abteilung durch 200 Aufständische gestellt, die eine Rückkehr des Regiments mit Ausnahme von 5 Mann nach Risan verlangten. Der Feuerbefehl den der Regiments-Kommandant daraufhin befahl führt zu einem Zwischenfall an dem ein unbeteiligter der zufällig gerade dort seine Tragetiere geführt hatte, verwundet wurde und einen allgemeinen Angriff der Aufständischen auslöste.
Der Angriff konnte das Regiment nicht Standhalten, es verlor ein Drittel seines Bestandes. Das Gefechten vom 7. Oktober in Ledenice bildete damit den Beginn des bewaffneten Konflikts.
Auf die Nachricht das in der Krivošije der bewaffnete Aufstand begonnen hatte, griff dieser nun auch auf die Župa und Pastrovići über. Dadurch verlor die Festungskommandantur von Cattaro die Kontakte zu den einzelnen Forts.
Ein weiterer Versuch zur Aufstockung des Forts Dragalj endete mit der Erschießung der beiden abgesandten Boten der Aufständischen, was den Zorn der Krivošijer endgültig angefacht hatte, das Reichs-Kriegsministerium musste von da an den Ausnahmezustand über das Gebiet verhängen. Als Verstärkung wurde unter sofortiger Wirkung das Infanterie-Regiment 22. aus Ragusa nach Cattaro verlegt.
Zusätzlich wurden die in Triest stationierten Infanterie-Regimenter 7, 48 und 52 sowie die Jäger Bataillone 8. und 9. nach Dalmatien beordert. Die Marine verlegt die Fregatte „Habsburg“, mehrere kleine Kriegsschiffe, sowie die Kanonenboote „Kerka“ und „Reka“ sowie die Dampfer „Taurus“ und „Lucia“ in die Bucht.
Am 13. Oktober wurden 1,5 Bataillone nach Ledenice beordert. Mit der Verstärkung sollten die Verbindung zu den Forts Crkvice und Dragalj über Risan wiederhergestellt werden, sowie die dazwischen liegende Krivošije gesäubert werden.
Der Einsatz erfolgte zum 19. Oktober 1869, die Kolonne rückte aufgrund der Terrainbeschaffenheit nur langsam vor. Zum 20. Oktober hatte eine Kolonne erst Ledenice erreicht, wo sie nach einem Nachtgefecht gezwungen wurden nach Risan zurückzukehren. Ein Wetterumschwung vom 19./20. Oktober mit einsetzender Bora und stürmischen Regen hatte die zweite Kolonne bei Knežlaz überrascht, sie konnte durch die widrigen Witterungs- und Geländeverhältnisse zum 20. Oktober nur den Weg bis zum Wachhaus Crkvice bewerkstelligen. Damit war erst ein Drittel der Wegstrecke nach Dragalj zurückgelegt, der verbleibende Rest war jedoch noch tückischer. Die Hauptkolonne kehrte dadurch unverrichteter Dinge schon am Nachmittag des 20. Oktober wieder nach Risan um.
In der Župa gelang den Aufständischen am 21. Oktober das Fort Stanjević einzunehmen und seine Verteidiger zu einem Abzug zu zwingen. In der zunehmenden Intensität der Kämpfe wurde ein Entsatz des Forts Dragalj unmöglich. Die k.k. Regimenter hatten an zwei Aufstandsherden Sicherungsmaßnahmen durchzuführen, da sich auch die Lage um Kotor sich verschlechtert hatte. Die südlichen Forts von Cattaro, Goražda und Trinità brauchten Verstärkung, die Aufständischen hielten sie zudem unter Beschuss. Nachdem Gefechten um Trinità hatten die Bocchesen hohe Verluste erlitten, was hier den Widerstand brach. Die weiteren Gefechte konzentrierten sich von nun an im Aufstand in der Krivošije.
Das 7. Infanterie-Regiment hatte jetzt aus Triest kommend die Bocche erreicht. Damit sollte ein neuer Versuch Dragalj zu erreichen ausgeführt werden. Am 25. Oktober brach das Regiment aus Risan auf. Nachdem die früheren Versuche über zwei Wege nach Dragalj durchzudringen gescheitert waren, wurde nur noch eine Kolonne gebildet. Durch ständige Gefechte mit den Krivošijern aufgehalten, erreichte das Regiment unter Verlusten erst am Nachmittag Crkvice. Am darauffolgenden Morgen am 26. Oktober sollte das Regiment über Han nach Dragalj vorrücken. Erste morgendliche Gefechte hielten dieses jedoch schon in Poljana vor der Ebene im Dragalj-Polje auf. Bei den Gefechten wurde der Kommandant verletzt sein Kommando musste er dadurch abgeben. Doch hatte Verpflegung und Entsatz des Forts Dragalj unter hohen Verlusten durchgeführt werden können.

### Kulmination

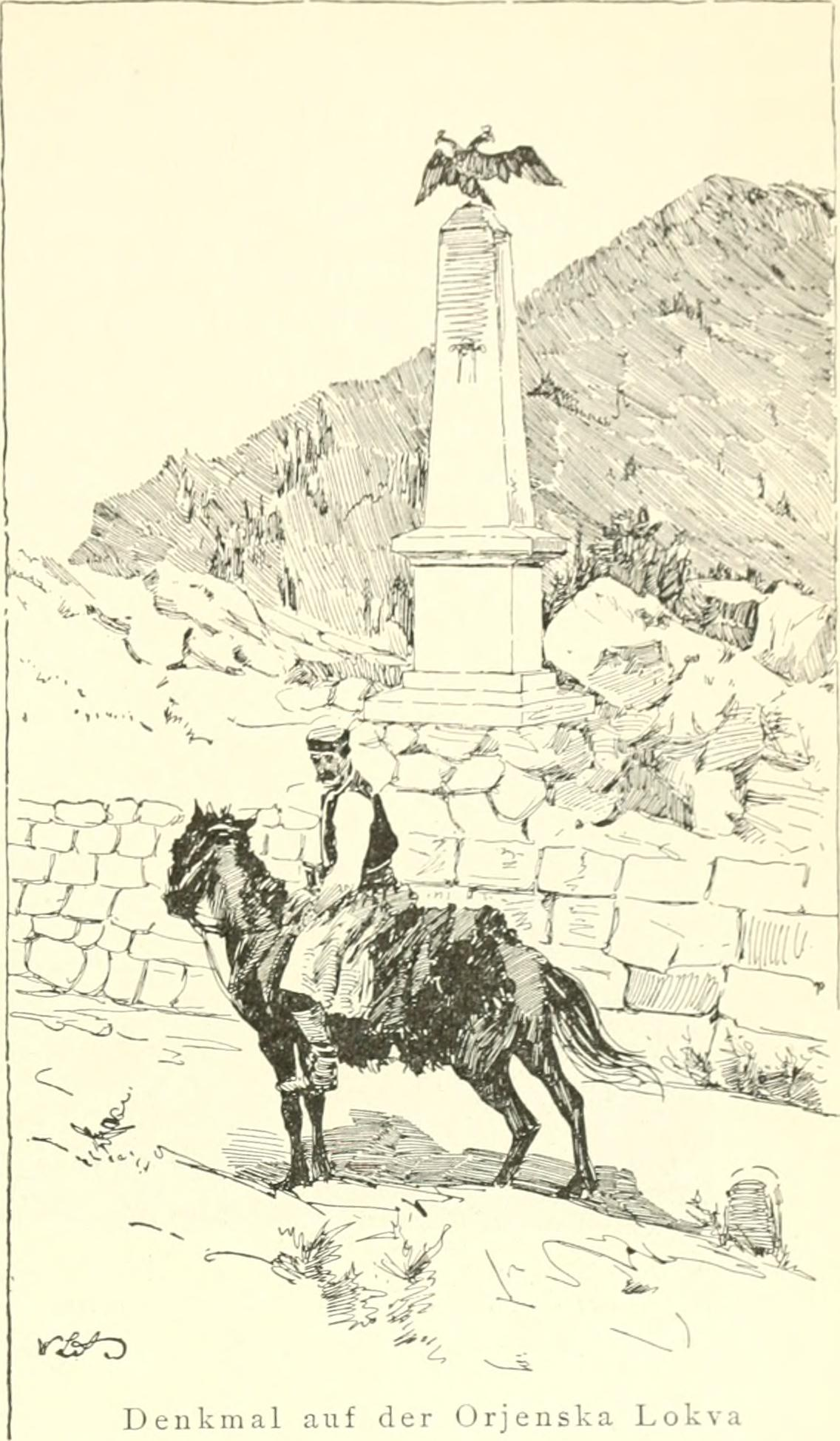
Anlässlich des Eintreffens Kronprinz Rudolf auf dem Zubački kabao wurde 1888 an der Orjenska lokva ein Obelisk mit dem Österreichischen Doppeladler aufgestellt

Aufgrund der Kämpfe bei Dragalj hatte der Aufstand nochmals Auftrieb bekommen. Der Befehl über die Kommandantur in Cattaro wurde jetzt Graf Gottlieb Auersperg übertragen, der die Truppen im weiteren Entsatz zum Fort Dragalj anführen sollte. Der schleppende Verlauf der Operationen, die trotz unsagbarer Beschwerden für die beteiligten Truppen und verschiedener Teilerfolge bisher im ganzen doch zu keinem nur halbwegs befriedigenden Ergebnis geführt hatten, begann die Öffentlichkeit in der Monarchie zu beunruhigen. Die Regierung begann die Vorgänge in Süddalmatien mit wachsendem Unbehagen zu verfolgen. Hierauf hatte sie den Wechsel in der Leitung der militärischen Operationen befohlen und Feldmarschalleutnant von Wagner auf seinen Statthalterposten zurückgerufen, um ihn durch Generalmajor Graf Gottlieb Auersperg zu ersetzen. Der Öffentlichkeit gegenüber wurde dieser Wechsel allerdings nicht mit den bisherigen Misserfolgen begründet.
Am 7. November traf der neue Oberkommandant mit dem zum Brigadier bestimmten Oberst Szimić in Budva ein. Drei Tage später ordnete er eine Neugruppierung der Streitkräfte an. Eine Brigade unter Oberst Schönfeld – 4 Bataillone, IV Batterien – sollte in der Župa verbleiben, die anderen zwei Brigaden unter Generalmajor von Dormus und Oberst Szimić – 14 Bataillone und 5 Batterien – wurden nach Cattaro zurückbeordert, um von dort aus den nördlichen Schauplatz des Aufstandes in Angriff zu nehmen. Nachdem für die Sicherheit der Verbindung zwischen Budua und Cattaro Vorkehrungen getroffen wurden, fiel die Aufmerksamkeit der Krivošije zu, dem Hauptherd des Aufstandes.
Für den Marsch wurden die Truppen in vier Kolonnen eingeteilt: Die rechte Flügelkolonne unter Oberst Kaiffel, die V Raketenbatterie – von Orahovac über Ubalac gegen Ubli, die rechte Mittelkolonne unter Oberst Fischer von Risano nach Ledenice, wo sie sich mit der Kolonne Kaiffel zu vereinigen hatte. Die linke Mittelkolonne unter Oberst Szimić von Risano über Knežlaz nach Crkvice. Die linke Flügelkolonne unter Major Urschitz von Morinje über Ubli ebenfalls nach Crkvice. Im ganzen waren 10 Bataillone mit 2 Gebirgs- und 1 Raketenbatterien beteiligt. Das Endziel aller Kolonnen war Fort Dragalj. Zwei Bataillone mit zwei Gebirgsbatterien unter Generalmajor von Dormus wurden als Reserve in Cattaro zurückgelassen.
Die vier Kolonnen traten am 16. November ihren Marsch an, die rechten Kolonnen vereinigten sich am 17. November bei Ledenice, die linken gleichfalls am 17. November bei Crkvice. Nach einem heftigen Zusammenstoß bei Blagojević hielt es Auersperg für ratsam auch die Reserve aus Risan als Verstärkung anzufordern. Noch in der Nacht zum 18. November wurde die in Risano zurückgebliebene verfügbaren Truppen nach Crkvice in Marsch geschickt. Am 18. November endete der Angriff von 4. Kompagnien des 44. Regiments mit einer Katastrophe und einem Rückzug. Die beteiligten Regimenter hatten mehr als ein Viertel ihres Standes verloren: 4 Offiziere und 22 Mann an Toten, 4 Offiziere und 30 Mann an Verwundeten.
Das Hauptquartier Auerspergs wurde am 19. November selbst Ziel einer Nachtattacke als es im Polje von Dragalj lagerte. Den Aufständischen wäre hierbei sogar beinahe eine Einnahme des Hauptquartiers gelungen. Erst der Entsatz aus dem Fort Dragalj hatte dies verhindert. Ein Teil der Maultiere und Proviants wurde aber zurückgelassen. Nachdem Ankunft Auersperg mit Truppen im Fort Dragalj erkannte man angesichts des einbrechenden Winterwetters und mangelnden Quartiermöglichkeiten, dass keine dauerhafte Position eingerichtet werden konnte. Noch am selben Tag wurde den Truppen der Rückzug befohlen. Nachdem Auersperg schon am Abend in Risan zurück war, folgten ihm die Truppen zum 23. November. Bei ihrem Rückmarsch waren sie mit den ständigen Angriffen konfrontiert. Mit unverhältnismäßigen Verlusten, 14 Toten, mehreren Vermissten, und 40 Verwundeten wurde der Rückzug zu einer Tortur, bei dem die Truppen bei strömenden Regen und schwierigen Bodenverhältnissen langsam vorankamen.

## Ergebnis

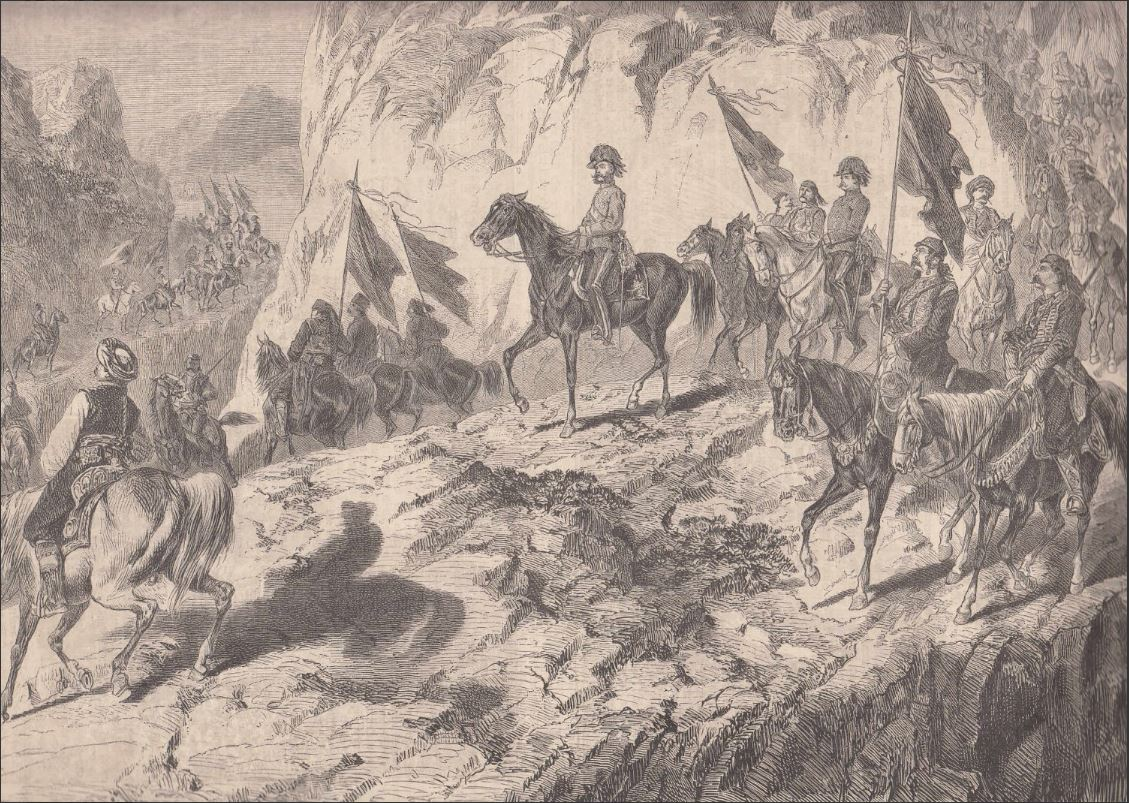
Nachdem der Aufstand sich gelegt hatte, wurde ein Kordon mit zahlreichen Grenzfort zwischen Trebinje und Kotor errichtet. Kaiser Franz Joseph I. ritt 1875 von Risan aus bis Crkvice hinauf

Das Ausbleiben greifbarer Erfolge und das Bekanntwerden der Zwischenfälle beunruhigte und erbitterte die Öffentlichkeit in der Monarchie. Die Missstimmung gegen die Regierung wurde um so stärker, als diese versuchte die Erfolglosigkeit der militärischen Operationen zu beschönigen. Der Unmut äußerte sich auch in der Tagespresse immer deutlicher, die eine baldige Beendigung des Aufstandes verlangte. Der Regierung war der einer Großmacht wenig würdige Verlauf der Operationen überaus peinlich, zudem sie dafür auch hohe materielle Kosten zu tragen hatte. Mit den vorhandenen Streitkräften war ein schneller Sieg augenscheinlich nicht möglich gewesen, ein größerer Aufwand stellte aber keine realistische Erwägung dar. Zudem hatte sich der hereinbrechende Winter für militärische Operationen in so schwierigem Gelände als zu großes Hindernis erwiesen.
Nachdem die Kämpfe beendet waren, befestigte die k.k. Monarchie in einem Kordon die Grenzlinie mit zahlreichen Forts, die von Trebinje bis Budva reichten. Kaiser Franz Joseph I. besuchte auf seiner Dalmatien Reise im Mai 1875 über Risan kommend die Forts in Knežlaz, Crkvice und Dragalj. Am 8. Mai 1875 kam er im Fort Dragalj an, dieses war jetzt durch eine hohe Mauer und einem befestigten Tor stärker gesichert als noch zu Zeiten des Aufstands.

## Rezeption

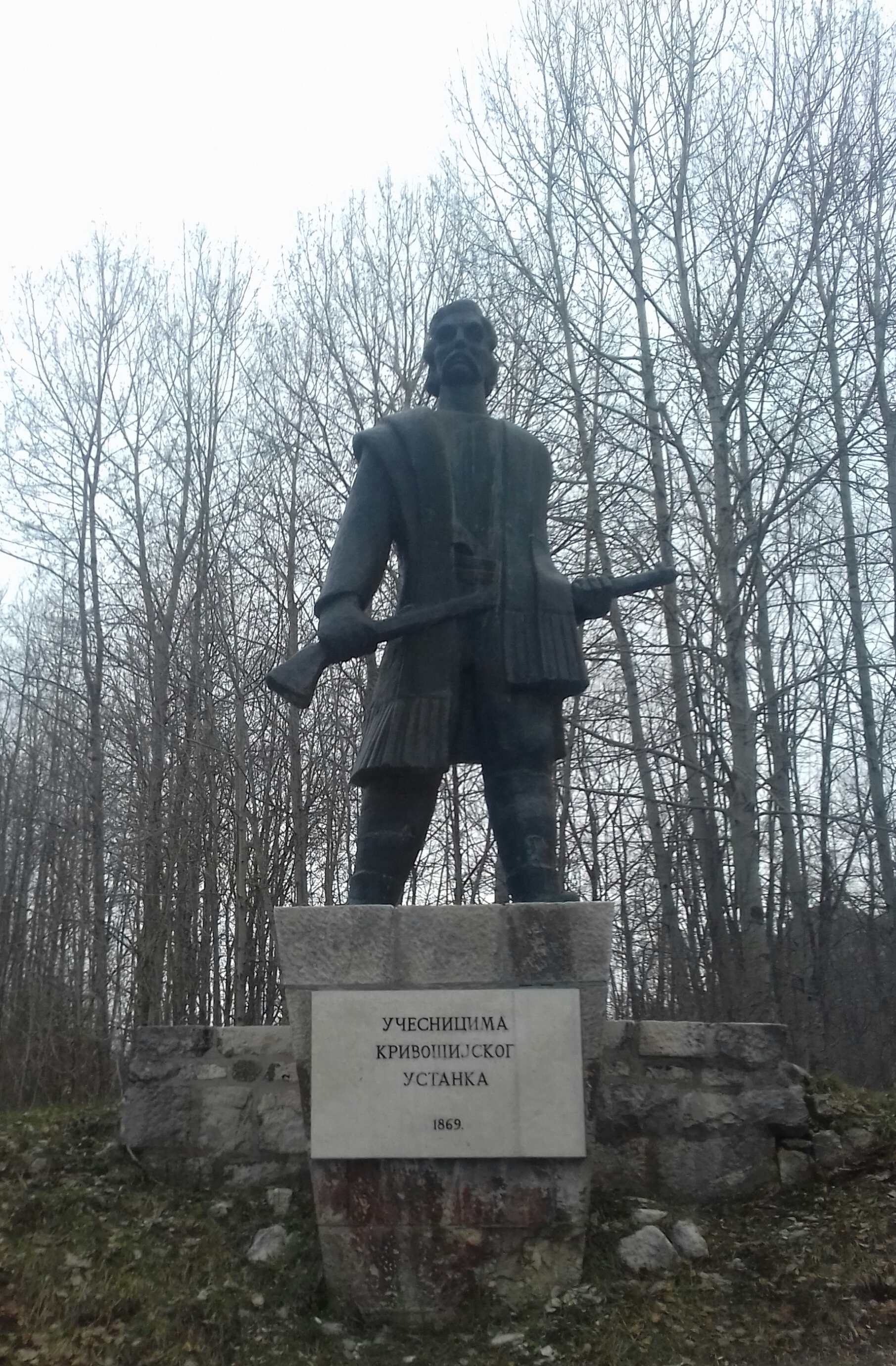
Monument der Aufständischen in Crkvice

Der Aufstand ist ein wichtiger Rezeptionspunkt nationaler Selbstbehauptung der montenegrinischen Bevölkerung. Der montenegrinische Dichter Radovan Bećirović Trebješki verfasste ein im trochäischen Versmaß gedichtetes Epos für die Begleitung mit der Gusle.
Krivošijska buna 1869

…

Чујеш Грбаљ и Маине јече

Рекао би Орјен да лелече.

Вуци вију као да се жале

Да су им се звјерке разбјежале.

Ауесперг и друштво цијело

У Дворничко заглави ждријело,

Не даше им устаници проћи

Нападоше на њих у поноћи.

Велику им војску поломише,

Сву опрему ратну заробише.

Ту погибе двадес' официра

Свакога би по јунаштву бира,

Сам ђенерал утече са штабом,

…
Der Aufstand der Krivošije 1869

…

Hörst du Grbalj und Maine weinen

Und ich sag der Orjen stöhnt

Die Wölfe heulen als ob sie trauern

Daß ihnen alle Ungeheuer sind entflohn.

Auersperg und sein gesamter Tross

wurden im Dvrornicko zdrijelo eingeklemmt,

die Aufständischen hielten sie dort fest,

und griffen an um Mitternacht.

Eine große Armee haben sie besiegt,

Ihre gesamte Kriegsausrüßtung ging als Beute.

Es starben dort zwanzig Offiziere

Jeder für seinen Mut erwählt,

Nur der General floh mit seinem Stab.

…